# Povjerenstvo 911
Povjerenstvo 911 (službeno: National Commission on Terrorist Attacks Upon the United States; Državno povjerenstvo o terorističkim napadima na Sjedinjene Američke Države) je povjerenstvo osnovano 2002. godine zaduženo pripremiti konačnu i potpunu analizu situacije u vezi s napada 11. rujna 2001. godine uključujući analizu spremnosti na odgovor napadima. Povjerenstvo je također imalo zadatak postaviti prijedloge i savjete za zaštitu od budućih napada. Zbog velikog značaja i veličine samog zaduženja rad ovog povjerenstva mnogi smatraju jako kontroverznim.